# Měkká žíla
Měkká žíla je památkově chráněné pásmo s doklady těžby, pozůstatky starého osídlení a hutní výroby v prehistorické době a s pokračováním ve 12. a 15. až 16. století. Nachází se severně od okraje Suché Rudné v okrese Bruntál a představuje největší dobývku v andělohorském rudním revíru. Lokalita byla zapsána do Ústředního seznamu kulturních památek ČR.

## Historie
Chráněná oblast se nachází v andělohorském rudním revíru, kde je doložena nejstarší hornická činnost na území Severní Moravy. Pozůstatky po těžbě hlavně zlata jsou prokazatelně doloženy a tato činnost sahá až do období 1500 let př. n. l. Zlato bylo získáváno mělkým dolováním ve zvětralinách, rýžováním na rozsypech a dolováním na křemenných žílách. Těžba byla několikrát přerušena a znovu obnovena. Mezi významnými obdobími je uváděna doba osídlování území Kelty, období raného středověku a další až v období 15. a 16. století. Ještě v 17. a 18. století byly prováděny pokusy o obnovení těžby. V první polovině 17. století byla ražena dědičná štola Augustin, která dosáhla délky 1074 m, ale svůj účel (odvodnění) nesplnila, byla ukončena ve stařinách. Archeologické nálezy pozůstatků zuhelnatělých dřev a jejich datování pomocí uhlíkové metody ukázaly na možnost těžby už v době bronzové. Dendrochronologické datování nalezených dřevěných konstrukcí určilo jejich stáří do let 1220–1230.

## Popis

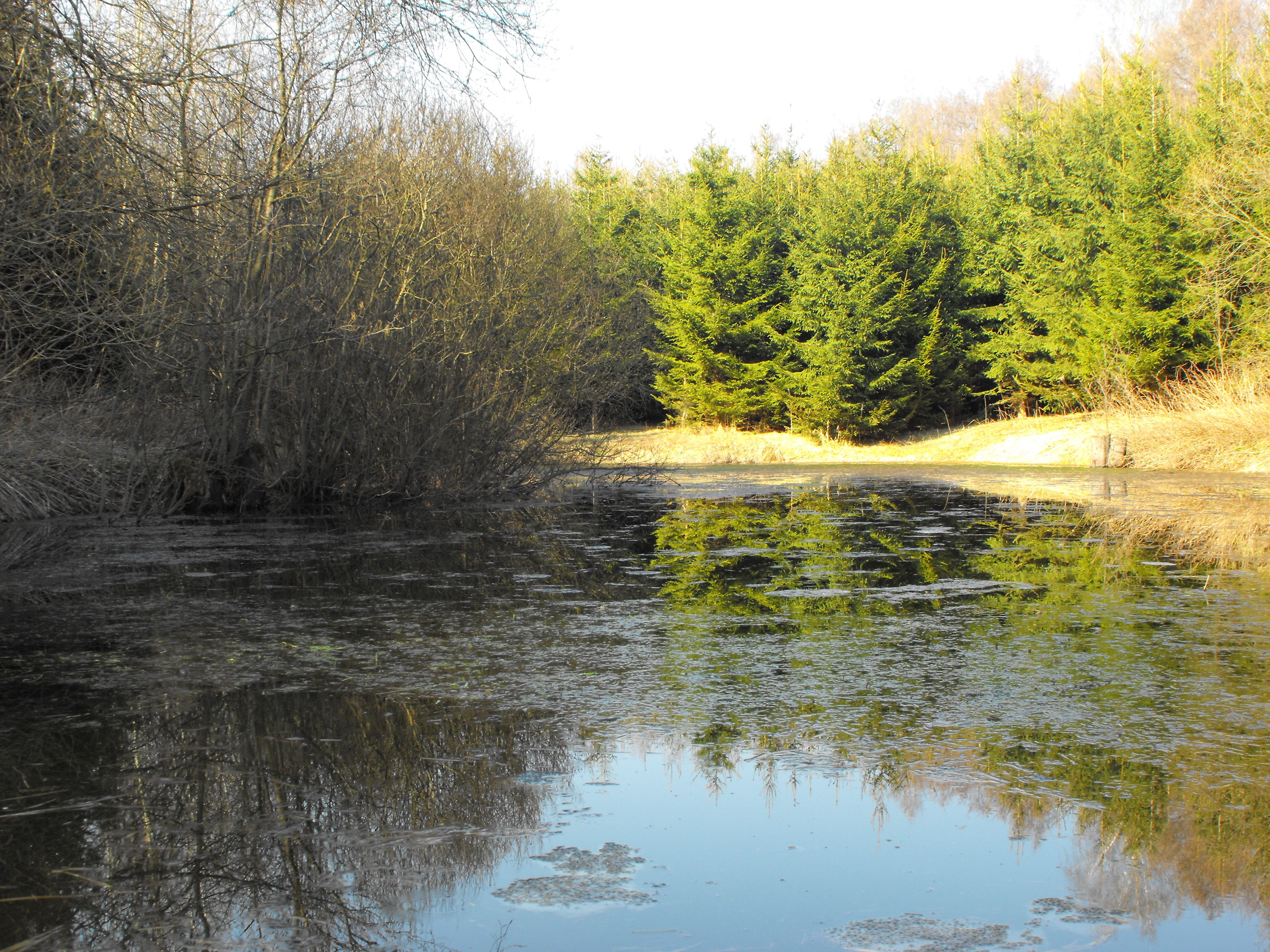

Mezi nejvýznamnější lokality patří Měkká žíla, která je nejrozsáhlejší dobývkou andělohorského revíru. Je to uměle vytvořená rokle dlouhá až 500 m, široká 50 až 100 m s hloubkou 7–15 m. Dobývka má tvar oblouku, který má v jižní části směr sever–jih a v severní části má směr severovýchod–jihozápad. Na jihu pokračuje do dobývky Podmáslí, jednoho z nejbohatších dolů v 16. století. Jsou zde pozůstatky důlních jam, které jsou zatopeny a vytvářejí rybník. V ohybu dobývky v příkrém západním svahu byla v 17. století ražena štola Liščí díra. V severní části, která je porostlá lesíkem a loukami, jsou pozůstatky mělkého dobývání. V jižní části byly lokalizovány pozůstatky osídlení a hutní výroby. 